# 懐しのブルース
懐かしのブルース（なつかしのブルース）は、1948年1月4日公開の高峰三枝子主演の松竹映画。また同名の主題歌。

## キャスト
- 立松通房…小沢栄太郎
- 伸子…高峰三枝子
- 寿子…眞船圭子
- 脇村浩介…上原謙
- 脇村加奈子…水島道代
- 滝川祐三…東野英治郎
- 乳母・やす…高松栄子
- 女中・まつ…高橋豊子
- 風戸阿屋子…水上令子
- 桐谷圭子…松井潤子
- 小田切進…日守新一

## スタッフ
- 製作：久保光三
- 監督：佐々木康
- 音楽：万城目正
- 脚本：鈴木兵吾

## 主題歌
- 「懐かしのブルース」（歌：高峰三枝子、作詞：藤浦洸、作曲：万城目正）